# (307616) 2003 QW90
(307616) 2003 QW90 és un objecte clàssic del cinturó de Kuiper (KBO) que va ser descobert el 23 d'agost de 2003, per Marc W. Buie.
En l'any 2008, es va estimar que el seu diàmetre era aproximadament de 440 km.